# La Estancia, Zirándaro
La Estancia är en ort i Mexiko.   Den ligger i kommunen Zirándaro och delstaten Guerrero, i den södra delen av landet, 230 km sydväst om huvudstaden Mexico City. La Estancia ligger 254 meter över havet och antalet invånare är 132.
Terrängen runt La Estancia är huvudsakligen kuperad. La Estancia ligger nere i en dal. Runt La Estancia är det glesbefolkat, med 8 invånare per kvadratkilometer. Närmaste större samhälle är Zirándaro, 10,8 km norr om La Estancia. I omgivningarna runt La Estancia växer huvudsakligen savannskog.